# لقاء الجزائر 1973
لقاء الجزائر 1973 هو لقاء عقد الجزائر في 4 سبتمبر 1973 بين سالم ربيع علي رئيس جمهورية اليمن الديمقراطية الشعبية و القاضي عبد الرحمن الإرياني رئيس الجمهورية العربية اليمنية بشأن استكمال الخطوات نحو تحقيق الوحدة اليمنية .

## نص البيان
| لقاء الجزائر 1973 | في مدينة الجزائر بتاريخ 22 شعبان 1393هـ الموافق 4 سبتمبر 1973م التقى رئيسي شطري اليمن سيادة القاضي عبد الرحمن أبن يحيى الإرياني وسيادة سالم ربيع علي، وقد استعرضا في هذا اللقاء سير أعمال اللجان المشتركة المنبثقة على اتفاقية القاهرة وطرابلس لاعادة الوحدة اليمنية حيث وجدا أن المدة الزمنية التي حددت لإنجاز هذه اللجان أعمالها لم تكن كافيه. وانطلاقا من روح المسئولية التاريخية وإيمانا بحق الشعب اليمني في استعادة وحدته بعد انتفاء مبررات التجزئة بزوال الحكم الأمامي من الشمال والاحتلال البريطاني من الجنوب. أكد الرئيسان اليمنيان حرصهما الشديد على تنفيذ الاتفاق واستمرار اللجان المشتركة في أعمالها إلى النهاية على أن تترك لممثليهما الشخصيين الصلاحيات في تحديد المواعيد المنظمة لمواصلة أعمال اللجان. واتفق الرئيسان اليمنيان على وجوب توفير المناخ الملائم لهذه اللجان المشتركة في أعمالها وذلك عن طريق إيقاف التدريب والتخريب في كل أنحاء اليمني وعدم السماح للعناصر المخربة بالنشاط تحت أي اسم وعدم مدها أو تدريب عصاباتها أو تشجيعها وإغلاق معسكراتها. والتقت وجهة نظر الرئيسين حول وجوب الانصراف الكامل إلى بناء البلد وتطويرها في كلا الشطرين. إن إعادة الوحدة اليمنية مطلب شعبي لا يمكن التفريط فيه وأمل لكل يمني لا يمكن بأي حال التساهل في العمل من اجل بلوغه. وإذا كانت الوحدة العربية هي قدر الأمة ومصيرها فإن في إعادة الوحدة للشعب اليمني قدره وأمله وطريقه إلى تحقيق الاستقرار والحرية والرخاء والتقدم ومدخله الرئيسي إلى الإسهام الفعلي في بناء صرح الوحدة العربية المنشودة ولذا فإن الرئيسين يؤكدان في اللقاء بأنهما لن يدخرا جهدا في سبيل تحقيق ذلك. ويؤكد الرئيسان حرصهما على أن تظل الدول العربية الشقيقة ممثلة في الجامعة العربية وبالأخص منها، الجمهورية العربية الليبية. وجمهورية الجزائر الديمقراطية الشعبية موجودة من خلال الممثلين الشخصيين للأمين العام للجامعة العربية وللرئيس معمر القذافي وللرئيس هوارى بومدين في كل المحادثات ومتابعة لكل أعمال اللجان إيمانا منهما بان قضية إعادة وحدة اليمن أرضا وشعبا لا تهمهما والشعب اليمني فقط وانما هي قضية يجب أن تهتم بها الامة العربية كلها. وهما يكلفان ممثليهما الشخصيين بترتيب اللقاءات مع الممثلين الشخصيين للرئيسين الليبي والجزائري والأمين العام للاطلاع على ما اتفق عليه لكي تكون المشاركة فعلية في تحقيق هذا الهدف العظيم. يرجو الرئيسان من الله العون والتوفيق وتسديد الخطى نحو إعادة وحدة اليمن أرضا وشعبا. وبالله التوفيق سالم ربيع علي جمهورية اليمن الديمقراطية الشعبية القاضي عبد الرحمن الإرياني الجمهورية العربية اليمنية | لقاء الجزائر 1973 |